# Axel Ekelund
Axel Johan Ekelund, född 8 mars 1878 i Reslövs församling, Malmöhus län, död 24 januari 1964 i Malmö S:t Petri församling, var en svensk läkare. Han var bror till Vilhelm Ekelund. 
Ekelund blev i Lund medicine kandidat 1900 och medicine licentiat 1904. Han var biträdande provinsialläkare i Jönköpings distrikt 1905–1911, t.f. stadsdistriktsläkare i Jönköping 1908–1911, förste stadsläkare i Karlskrona 1912 och förste provinsialläkare i Malmöhus län 1917–1943. 
Ekelund var ordförande i Malmöhus läns barnmorskestyrelse och i epideminämnden från 1919 och i Skånska sjuktransport- och räddningssällskapets centralförening från 1925. Han blev ledamot av byggnadsnämnden i Malmö 1927, vice ordförande 1932 och dess  ordförande 1943–1946, var ledamot av styrelsen för Flensburgska vårdanstalten för späda barn 1922–1929, av Röda Korsets distriktsstyrelse 1920, av styrelsen för Malmö sjuksköterskehem 1921–1928. Han författade uppsatser och artiklar av hygieniskt och epidemiologiskt innehåll.